# Chah-e Ali Naji Rafsanjani va Shorkad
Chah-e Ali Naji Rafsanjani va Shorkad (em persa: چاه علي ناجي رفسنجاني وشركاڈ, também romanizada como Chāh-e ʿAlī Nājī Rafsanjānī va Shorkāɖ) é uma aldeia do distrito rural de Esfandar, no condado de Abarkuh, na província de Yazd, Irã.